# Allkpop
Allkpop (estilizado como allkpop) é um site de notícias e fofocas sobre celebridades do K-pop, lançado em 30 de outubro de 2007 e sediado em Edgewater, Nova Jérsei. Operado pela empresa 6Theory Media, o allkpop é o site de notícias de K-pop de maior acesso, com mais de quatro milhões de visitantes por mês e é mais acessado do que qualquer portal de música coreana na Coreia do Sul.
Mais conhecido por notícias de última hora e entrevistas exclusivas com celebridades, allkpop dissemina a cultura popular coreana para internautas de língua inglesa em todo o mundo, o que é também conhecido como Hallyu. Entrevistas exclusivas com celebridades incluem Brian Joo, SECRET, Block B, 2PM, Wonder Girls, Girls' Generation, 2NE1, Girl's Day entre outros.